# Indiens damlandslag i volleyboll
Indiens damlandslag i volleyboll representerar Indien i volleyboll på damsidan. Laget organiseras av Volleyball Federation of India. Laget har haft en tämligen oregelbunden närvaro vid internationella tävlingar. Det deltog vid de första världsmästerskapet 1952. Därefter deltog de i ett fåtal tävlingar fram till asiatiska mästerskapet 2005. Sedan dess har de tävlat mer regelbundet internationellt.

### Fotnoter
1. ↑  Todor Krastev. ”Women Volleyball I World Championship 1952 Moskva (URS) - 17-29.08 Dinamo Stadium - Winner Soviet Union” (på engelska). http://www.todor66.com/volleyball/World/Women_1952.html. Läst 29 juni 2024.
2. ↑  ”Volleyball - Women's World Championship 1952 - Calendar & Results” (på engelska). Les-Sports.info. https://www.the-sports.org/volleyball-1952-women-s-world-championship-epr22660.html. Läst 29 juni 2024.
3. 1 2 3 4 5 6 7  ”Asian senior women volleyball championship” (på engelska). Asian Volleyball Confederation. https://asianvolleyball.net/new/asian-senoir-women-volleyball-championship/. Läst 11 februari 2023.
4. ↑  ”Result sheet” (på engelska). Asian Volleyball Confederation. https://www.asianvolleyball.net/bulletin/876894764_1412266044.pdf. Läst 19 december 2023.
5. ↑  ”Welcome to VFI” (på engelska). Volleyball Federation of India. https://www.volleyballindia.com/INT%20NL%20EVENTS/2016%20sag/SAG%202016.htm. Läst 14 januari 2025.
6. ↑  ”Volleyball - South Asian Games Nepal 2019” (på engelska). Sydasiatiska spelen. https://www.13sagnepal.com/sport/volleyball/#overview. Läst 15 februari 2023.
7. ↑  ”ASIAN SENIOR WOMEN VOLLEYBALL CHAMPIONSHIP” (på engelska). Asian Volleyball Confederation. https://asianvolleyball.net/new/asian-senoir-women-volleyball-championship/. Läst 23 oktober 2022.
8. ↑  ”AVC Women's Volleyball Challenge Cup 2022 Thailand - Results, fixtures, tables and stats - Global Sports Archive” (på engelska). https://globalsportsarchive.com/competition/volleyball/avc-womens-volleyball-challenge-cup-2022-thailand/final-round/68062/. Läst 18 januari 2025.
9. ↑  Preechachan (29 maj 2023). ”INDIA ROUT KAZAKHSTAN IN STRAIGHT SETS TO REIGN SUPREME OVER CAVA WOMEN’S VOLLEYBALL CHALLENGE CUP” (på engelska). Asian Volleyball Confederation. https://asianvolleyball.net/new/india-rout-kazakhstan-in-straight-sets-to-reign-supreme-over-cava-womens-volleyball-challenge-cup/. Läst 23 oktober 2023.
10. ↑  hamrokhelkud (18 maj 2023). ”CAVA Women's Challenge Cup 2023” (på engelska). https://www.hamrokhelkud.net/tournaments/cava-womens-challenge-cup-2023/. Läst 18 januari 2025.
11. ↑  Preechachan (26 juni 2023). ”VIETNAM CROWNED WINNERS OF AVC CHALLENGE CUP” (på engelska). https://asianvolleyball.net/new/vietnam-crowned-winners-of-avc-challenge-cup/. Läst 8 juli 2023.
12. ↑  ”Bulltein No. 8” (på engelska). Asian Volleyball Confederation. https://asianvolleyball.net/new/wp-content/uploads/2023/09/Bulletin_No8_Sr.Women_.pdf. Läst 13 oktober 2023.
13. ↑  ”Volleyball Teams Final Ranking” (på engelska). Asian Volleyball Confederation. https://asianvolleyball.net/new/wp-content/uploads/2024/05/WCC2024_Bulletin_No_08.pdf. Läst 22 juni 2024.